# Sacha Tanja Penning
De Sacha Tanja Penning is een kunstprijs die sinds 2005 wordt uitgereikt ter promotie en stimulering van hedendaagse figuratieve kunst in Nederland.
Er is in 2014, 2015 en 2016 een geldprijs van € 10.000 aan verbonden. Sacha Tanja (1942-2004) was de hoofdconservator van Kunstcollectie ING Nederland en zij heeft zich jarenlang ingespannen voor de figuratieve kunst. In 2005 is de penning ter ere van Sacha Tanja in het leven geroepen nadat zij in 2004 overleed. De penning is ontworpen door kunstenaar Guus Hellegers en elk jaar wordt de penning uitgereikt aan een kunstenaar als stimulerings- of oeuvreprijs, of aan een persoon of instantie die op het gebied van figuratieve kunst in Nederland een belangrijke rol heeft gespeeld.
De penning wordt jaarlijks rond half januari uitgereikt tijdens de opening van Realisme, beurs voor figuratieve kunst in de Passenger Terminal in Amsterdam.

## Winnaars
De eerste penning werd postuum aan Sacha Tanja toegekend.
Vervolgens werden onderstaande kunstenaars en personen gehuldigd:
- 2005:  kunstschilder Matthijs Röling
- 2006:  kunstschilder Barend Blankert
- 2007:  verzamelaar Dirk Scheringa
- 2008:  kunstschilder en graficus Herman Gordijn
- 2009:  kunstschilder en schrijver Diederik Kraaijpoel
- 2010:  schilder, aquarellist en tekenaar Philip Akkerman
- 2011:  emeritus hoogleraar prof.dr. Geert Boering[1][2]
- 2012:  beeldhouwster Tony van de Vorst[3]
- 2013:  Rutger Brandt eigenaar Galerie Mokum[4]
- 2014:  beeldhouwer Caspar Berger[5]
- 2015:  kunstschilder Inge Aanstoot[6]
- 2016: kunstschilder en beeldhouwer  Arie Schippers
- 2017: kunstschilder Koen Vermeule[7]
- 2018: Museum MORE[8]
- 2019: de Spaanse kunstschilder Pere Llobera[9]
- 2020: beeldend kunstenaar Robin Speijer
- 2021: kunstschilder Henk Helmantel

## De jury
De jury is samengesteld door het bestuur van de Stichting Sacha Tanja Penning: Erik Hermida (Directeur Onderneming en Kunst), Rutger Brandt (Eigenaar Rutger Brandt Gallery) en Paola van de Velde (journalist cultuurredactie De Telegraaf). De jury bestaat uit juryvoorzitter Wim Pijbes (directeur Stichting Droom en Daad), Emily Ansenk (Directeur Holland Festival), Joop van Caldenborgh (kunstverzamelaar), Sanne ten Brink (Directeur Brutus) en de winnaar van het voorgaande jaar.